# Ulbroka
Ulbroka (deutsch: Ulenbrock) ist ein Ort in Lettland an der östlichen Peripherie von Riga.

## Geschichte

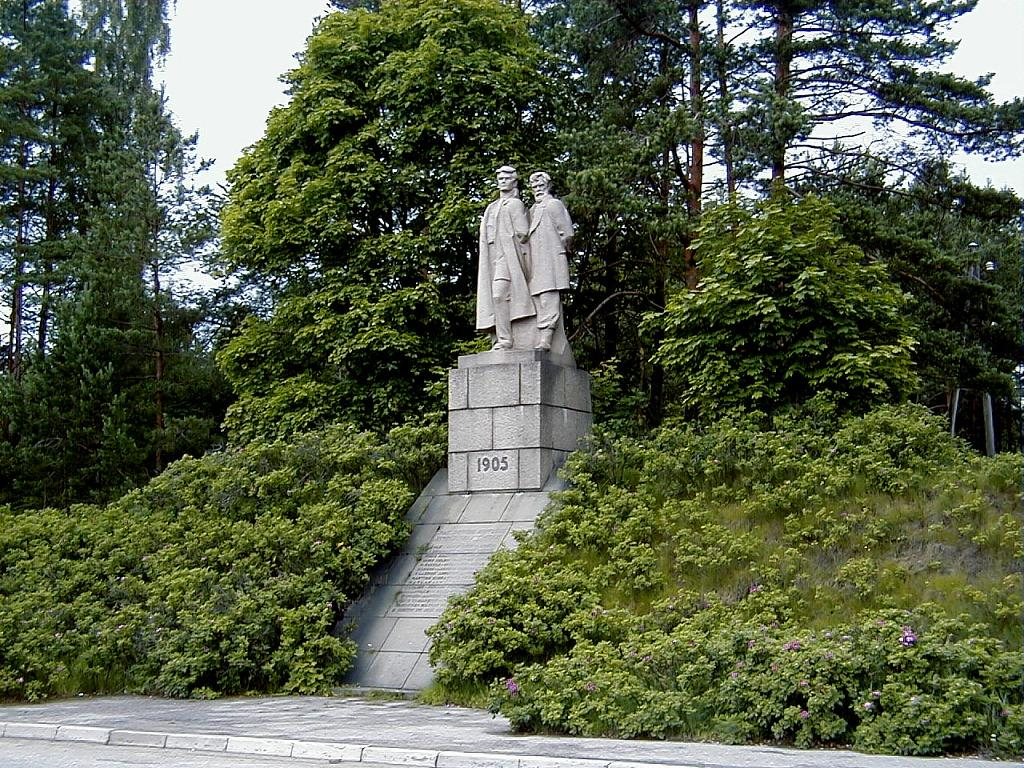
Denkmal für die Revolution von 1905 in Ulbroka

Der Ort ist nach Hinrich von Uhlenbrock dem Mittleren († 1576) benannt, der dort 1562 ein Gut erhielt. Er war 1559 Bürgermeister von Riga, ebenso wie zuvor sein Vater Hinrich von Uhlenbrock der Ältere († 1541) und später sein Sohn Hinrich von Uhlenbrock der Jüngere (1562–1641). Das erhaltene Herrenhaus Stubensee des Guts wurde um 1800 nach einem Entwurf des Rigaer Architekten Christoph Haberland im klassizistischen Stil errichtet.
In der Nähe befinden sich natürliche Gipsvorkommen, die ab 1913 in einer Gipsfabrik verwertet wurden.
An der Kreuzung der Straßen P4 und P5 wurde 1962 ein Denkmal für die Aktivisten der Revolution von 1905 und die ermordeten Bewohner von Ulbroka und Umgebung errichtet, die Autoren waren der Bildhauer Jānis Zariņš und der Architekt Jānis Līcītis. Daneben befindet sich ein Gedenkstein für die Barrikaden von 1991, als Ulbroka eine wichtige Etappe auf dem Weg nach Riga war.
Die Rote Armee betrieb hier ein großes Nachrichtenzentrum mit zugehörigen Funkmasten.
Die Gemeinde Stopiņi wurde 2004 ohne Gebietsveränderung zum Bezirk Stopiņi (Stopiņu novads), dessen Verwaltungszentrum Ulbroka war. 2021 ging der Bezirk im neuen Bezirk Ropaži auf. Die größten Orte der Gemeinde sind Ulbroka, Saurieši, Upeslejas, Dreiliņi und Stopiņi. Von den 9908 Einwohnern (1. Juli 2010) waren 55 % lettisch, 33 % russisch und 5 % belarussisch. 53 % waren männlich und 47 % weiblich. Durch das Gebiet fließt die kleine Jugla; 54 % der Fläche sind bewaldet.